# Boophis sambirano
Espèce
Statut de conservation UICN

 EN B1ab(iii) : En danger
Boophis sambirano est une espèce d'amphibiens de la famille des Mantellidae.

## Répartition
Cette espèce est endémique de Madagascar. Elle se rencontre dans la réserve spéciale de Manongarivo et la réserve naturelle intégrale de Tsaratanana,.

## Description
Boophis sambirano mesure de 21 à 24 mm pour les mâles. Son dos est vert avec des reflets jaunes et des marbrures brunes. Son ventre est vert translucide ce qui permet de voir ses organes par transparence.

## Étymologie
Son nom d'espèce lui a été donné en référence au lieu de sa découverte, la rivière Sambirano.

## Publication originale
- Vences & Glaw, 2005 : A new cryptic frog of the genus Boophis from the north-western rainforests of Madagascar. African Journal of Herpetology, vol. 54, p. 77-84 (texte intégral).